# Thierry Lhermitte
Thierry Lhermitte (Boulogne-Billancourt, 24 de novembro de 1952) é um ator francês.

## Biografia
É um dos fundadores da trupe de comédia Le Splendid nos anos 70, junto com Christian Clavier, Michel Blanc e Gérard Jugnot, e ao qual se juntaram Josiane Balasko, Marie-Anne Chazel e Bruno Moynot. O grupo adaptou alguns de seus espetáculos para o cinema, como Les bronzés (1978), Les bronzés font du ski (1979) e Le Père Noël est une ordure (1982), que alcançaram bastante sucesso.
Outros filmes de destaque em seu currículo foram Que la fête commence... (1975) e Des enfants gâtés (1977), ambos dirigido por Bertrand Tavernier; La banquière (1980), com Romy Schneider e Jean-Louis Trintignant; L'année prochaine... si tout va bien (1981), com Isabelle Adjani; Les ripoux (1984), de Claude Zidi; Until September (1984), de Richard Marquand, com Karen Allen; Les 1001 nuits (1990), de Philippe de Broca, com Catherine Zeta-Jones e Vittorio Gassman; An American Werewolf in Paris (1997), com Julie Delpy; Le dîner de cons (1998), de Francis Veber; Le divorce (2003), de James Ivory; e Le siffleur (2009), de Philippe Lefebvre.
Em 1981 recebeu o Prêmio Jean Gabin (atual Prêmio Patrick-Dewaere), concedido a atores-revelação na indústria cinematográfica francesa.